# Europejska Federacja Lacrosse
Europejska Federacja Lacrosse (ang. European Lacrosse Federation) jest to organ organizacyjny męskiego i żeńskiego lacrosse w Europie. Siedziba EFL mieści się w Londynie. Obecnie w strukturach EFL są 26 kraje. EFL jest organizatorem m.in. mistrzostw Europy w lacrosse oraz turnieju halowego lacrosse Aleš Hrebeský Memorial rozgrywanego co roku w Pradze. Prezydentem EFL obecnie jest Andreas Rossband.